# Henri Coppens
Hendrik (Henri) Coppens (Mechelen, 3 oktober 1918 – 1 juli 2003) was een Belgisch voetballer. 

## Carrière
Coppens speelde eerst in de schoolploeg van Sint-Jozef Mechelen. Hij ging al snel spelen in de jeugdreeksen van RFC Malinois (het latere KV Mechelen) waar hij bij de kadetten tweemaal kampioen van de provincie Antwerpen werd. Na een jaar bij de scholieren, ging hij spelen bij de junioren waarmee hij opnieuw kampioen van de provincie werd en nadien ook kampioen van België.
Coppens maakte zijn debuut bij de eerste ploeg van RFC Malinois in het seizoen 1936/37. In het seizoen 1942/43 werd hij met Mechelen landskampioen. Ook na de oorlogsjaren speelde hij nog voor Mechelen en werd nog twee keer kampioen met de club in 1946 en 1948. Samen met Victor Lemberechts en Bert De Cleyn vormde hij de motor van de ploeg. Tussen 1936 en 1955 speelde hij in totaal 534 wedstrijden voor het eerste elftal van KV Mechelen. Daarbij scoorde hij 178 doelpunten.
Coppens was in 1938 al onderdeel geweest van het Belgisch militair voetbalelftal. Coppens werd 19 keer geselecteerd voor de nationale ploeg. Hij kwam tot 19 interlands en vier doelpunten in de periode 1945–1949. In die tijd speelde in België en bij de nationale ploeg ook Rik Coppens.

## Erelijst
- Kampioen van België: 1943, 1946, 1948